# Rhopalophora paraensis
Rhopalophora paraensis är en skalbaggsart som beskrevs av Martins och Dilma Solange Napp 1989. Rhopalophora paraensis ingår i släktet Rhopalophora och familjen långhorningar. Inga underarter finns listade i Catalogue of Life.